# Landeswahlleiter
Der Landeswahlleiter ist für die ordnungsgemäße Durchführung der Wahlen in den Ländern Deutschlands verantwortlich. Dazu gehören die Europawahl, die Bundestagswahl, die Landtagswahl und die Kommunalwahlen. Er bereitet die Wahlen vor und verkündet das amtliche Endergebnis. Er informiert die Öffentlichkeit über alle mit Wahlen zusammenhängenden Fragen. Das Amt der Landeswahlleiter ist ein Ehrenamt.

## Baden-Württemberg
Seit dem 9. Januar 2018 ist die Referatsleiterin „Verfassung, Parlamentswahlen, Recht“ im Ministerium für Inneres, Digitalisierung und Migration Baden-Württemberg, Cornelia Nesch Landeswahlleiterin.

## Bayern
Landeswahlleiter ist der Präsident des Bayerischen Landesamtes für Statistik, Thomas Gößl.

## Berlin
Die Landeswahlleitung für Berlin ist für die ordnungsgemäße Vorbereitung und Durchführung aller politischen Wahlen sowie für die Ermittlung und Feststellung des amtlichen Wahlergebnisses im Land Berlin verantwortlich. Der Landeswahlleiter ist zugleich Landesabstimmungsleiter (Volksbegehren, Volksentscheid).
Landeswahlleiterin war die Juristin Petra Michaelis. Sie erklärte am 29. September 2021 nach Unregelmäßigkeiten rund um die Abgeordnetenhauswahl in Berlin 2021 ihren Rücktritt vom Amt der Landeswahlleiterin.
Am 6. September 2022 wurde Stephan Bröchler durch den Berliner Senat zum Landeswahlleiter ernannt.

## Brandenburg
Landeswahlleiter ist Josef Nußbaum.

## Bremen
Landeswahlleiter ist der Leiter des Statistischen Landesamtes Bremen, Andreas Cors.

## Hamburg
Landeswahlleiter ist Oliver Rudolf.

## Hessen
Landeswahlleiter ist der Leiter der Rechtsabteilung im Hessischen Ministerium des Innern und für Sport, Wilhelm Kanther.

## Mecklenburg-Vorpommern
Landeswahlleiter von Mecklenburg-Vorpommern ist Christian Boden, ebenfalls Leiter des Statistischen Amtes im Landesamt für innere Verwaltung.
Stellvertretende Landeswahlleiterin ist Sabine Gentner.

## Niedersachsen
Landeswahlleiter ist Markus Steinmetz.

## Nordrhein-Westfalen
Der Landeswahlleiter leitet den Landeswahlausschuss in Nordrhein-Westfalen. Dieser besteht aus dem Landeswahlleiter, seinem Stellvertreter und zehn Beisitzern (Landtagsabgeordnete). Er entscheidet nach dem 1993 verabschiedeten Landeswahlgesetz über die Zulassung der Landesreservelisten für die Landtagswahl.
In Nordrhein-Westfalen ist der Landeswahlleiter der Leiter der Verfassungsabteilung im Ministerium des Innern, dem Innenministerium des Landes.
Landeswahlleiterin ist seit dem 1. August 2023 Monika Wißmann, nachdem der Vorgänger Wolfgang Schellen altersbedingt in den Ruhestand trat.

## Rheinland-Pfalz
Landeswahlleiter ist der Präsident des Statistischen Landesamtes Rheinland-Pfalz Marcel Hürter.

## Saarland
Landeswahlleiterin ist Monika Zöllner.

## Sachsen
Wahlleiter ist der Präsident des statistischen Landesamtes Sachsen, Martin Richter, ein Nachfahre Martin Luthers. Der stellvertretende Landeswahlleiter ist Thomas Weigel.

## Sachsen-Anhalt
Landeswahlleiterin ist Christa Dieckmann. Ihr Stellvertreter ist der Präsident des Statistischen Landesamtes Sachsen-Anhalt, Michael Reichelt.

## Schleswig-Holstein
Der Landeswahlleiter ist als unabhängiges Wahlorgan zuständig und verantwortlich für die Vorbereitung und Durchführung der Europawahl, der Bundestagswahl und der Landtagswahl im Land Schleswig-Holstein. Der Landeswahlleiter ist auch zuständig für die Vorbereitung und Durchführung der Volksentscheide im Land nach dem Volksabstimmungsgesetz. In Schleswig-Holstein beinhaltet die Position des Abteilungsleiters der Kommunalabteilung im Ministerium für Inneres und Bundesangelegenheiten zugleich auch die Funktion des Landeswahlleiters. Die Ernennung erfolgt durch die Landesregierung auf unbestimmte Zeit.
Landeswahlleiter ist seit dem 1. Oktober 2015 der Jurist Tilo von Riegen als Nachfolger von Manuela Söller-Winkler.

## Thüringen
Landeswahlleiter ist der Präsident des Thüringer Landesamtes für Statistik, Holger Poppenhäger.